# Seitenband

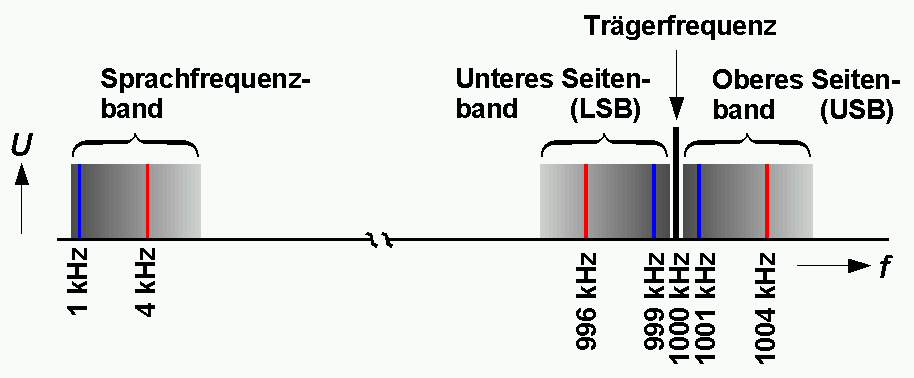
Seitenbänder
(ohne Gleich- und Oberwellenanteile)

Seitenbänder nennt man Frequenzbereiche in unmittelbarer Umgebung einer Trägerfrequenz, in denen durch die Modulation zusätzliche Signale erzeugt werden. 
Bei der Amplitudenmodulation entstehen nach den Additionstheoremen für Winkelfunktionen Summen- und Differenzfrequenzen.
Als einfaches Beispiel soll die Amplitudenmodulation eines Rundfunksenders mit 1000 kHz Trägerfrequenz und einem 1-kHz-Nutzsignal (ein einzelner 1-kHz-Ton) dienen. Dabei entstehen folgende Signale:
- eine untere Seitenfrequenz (Differenzfrequenz von 1000 kHz – 1 kHz = 999 kHz)
- eine obere Seitenfrequenz (Summenfrequenz von 1000 kHz + 1 kHz= 1001 kHz)

Bei Radiosendern werden Nutzsignale gesendet, die ein größeres Spektrum als eine einzelne Frequenz umfassen. Wird beispielsweise eine Sprachaufnahme auf einen Träger moduliert, so entstehen von allen Frequenzen der Aufnahme die Summen- und Differenzfrequenzen zwischen diesen Sprachfrequenzen und der Trägerfrequenz. Die Gesamtheit der neu erzeugten Frequenzen nennt man Seitenbänder:
- das Frequenzband oberhalb der Trägerfrequenz bezeichnet man als oberes Seitenband (USB von englisch upper sideband)
- das Frequenzband unterhalb der Trägerfrequenz wird unteres Seitenband genannt (LSB von englisch lower sideband).

Beide enthalten, auch jeweils einzeln, die volle Information des Nutzsignals.
Je nach Modulationsart können Teile des Signals vor der Abstrahlung ausgefiltert werden. So wird etwa bei der Einseitenbandmodulation (SSB von engl. Singe Side Banded) nur eines der Seitenbänder gesendet. Die Restseitenbandmodulation unterdrückt nur teilweise eines der beiden Seitenbänder. Damit ergibt sich eine höhere spektrale Effizienz. 
Im Amateurfunkbereich wird bei der Einseitenbandmodulation unter 10 MHz Sendefrequenz das untere Seitenband (LSB) verwendet, für Frequenzen oberhalb 10 MHz das obere Seitenband (USB). Im Seefunk und anderen kommerziellen Kurzwellendiensten wird grundsätzlich immer USB verwendet. Im CB-Funk kommen beide Seitenbänder zum Einsatz. "Normale" Radiosender in Lang-, Mittel- und Kurzwelle senden üblicherweise mit der klassischen Amplitudenmodulation, also mit beiden Seitenbändern und Träger.